# NGC 209
NGC 209 est une galaxie lenticulaire située dans la constellation de la Baleine. NGC 209 a été découverte par l'astronome américain Francis Leavenworth en 1885.

## Caractéristiques
Sa vitesse par rapport au fond diffus cosmologique est de 3 621 ± 32 km/s, ce qui correspond à une distance de Hubble de 53,4 ± 3,8 Mpc (∼174 millions d'al).